# Traunried

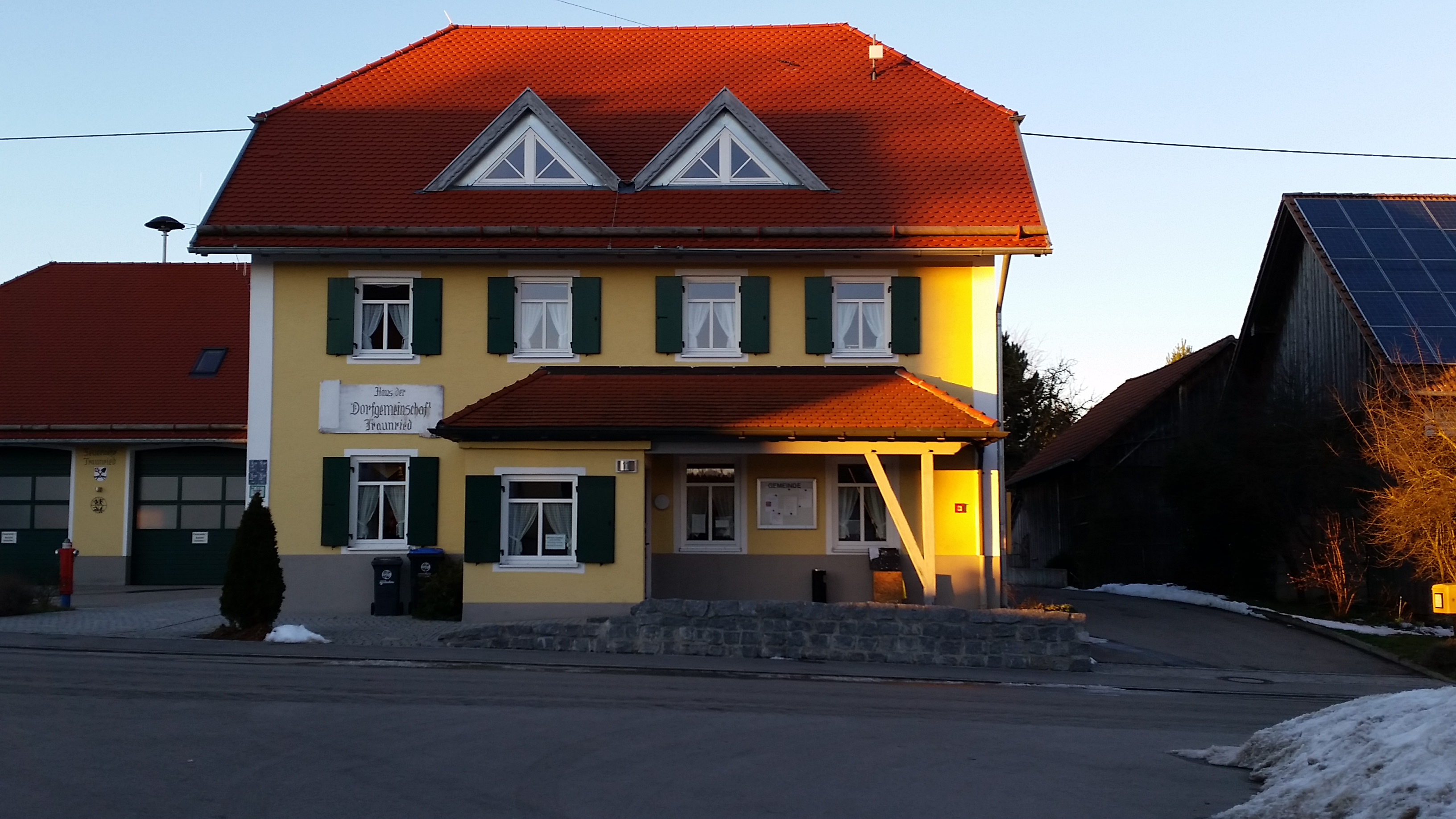
Haus der Dorfgemeinschaft in Traunried

Traunried ist ein Ortsteil der oberschwäbischen Gemeinde Ettringen.

## Lage
Der Ortsteil liegt etwa fünfeinhalb Kilometer nördlich von Siebnach und ist über eine Gemeindestraße mit dem Hauptort verbunden. Nördlich verläuft die Staatsstraße 2027 am Ort vorbei. Durch den Ort verlaufen mehrere kleinere Bäche.

## Geschichte

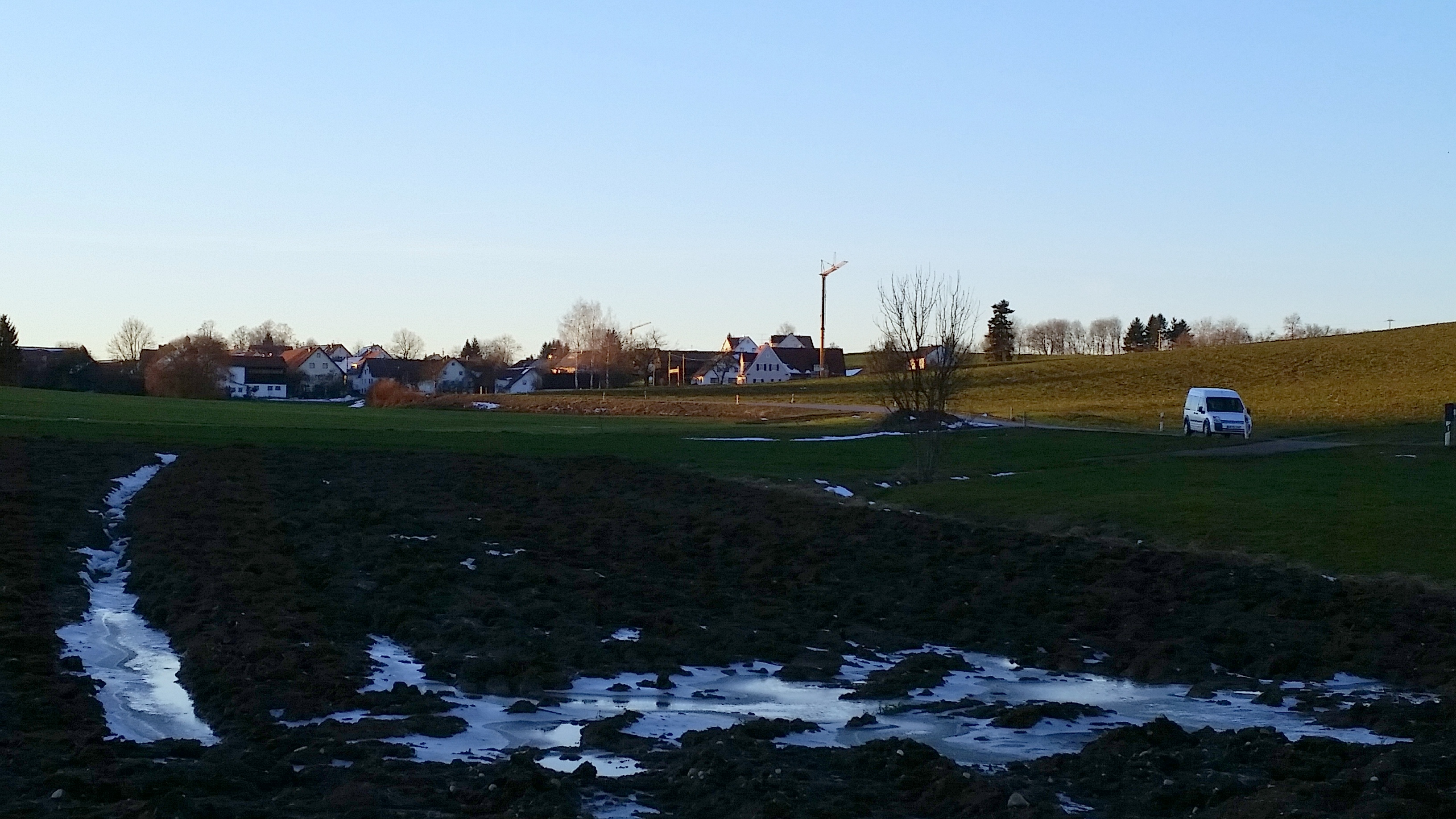
Traunried

Die Gegend von Traunried war bereits zur Römerzeit besiedelt. Der alte Flurname Hochstraße auf der Gemarkung Traunried könnte auf eine Abzweigung der Römerstraße von Augsburg nach Kellmünz zwischen Forsthofen und Treunried hindeuten. Traunried war vermutlich eine Rodungssiedlung, darauf weist die Nachsilbe Ried hin. Erstmals wurde der Ort 1282 urkundlich erwähnt, als der welfische Dienstmann Heinrich von Mindelberg dem Kloster Steingaden einen Hof in Traunricht überließ. Das Kloster hatte 1425 zwei Höfe im Ort und dehnte sich in der Folgezeit auf acht Anwesen aus. Weitere Begüterte im Ort waren 1336 die Familie Schnizer, 1372 Ehrard der Ostheimer und um 1405 die Schnellmann; 1498 wurde ein Bürglisloh, also ein Wald des Bürglein erwähnt. Der Augsburger Spitalbesitz kam 1718 an die Imhof zu Untermeitingen. Der Ort gehörte zur Markgrafschaft Burgau, die niedere Gerichtsbarkeit übte das Kloster Steingaden, die hohe Gerichtsbarkeit die bayerische Herrschaft Schwabeck aus. Gegen Ende des 18. Jahrhunderts besaß auch der Freiherr von Imhof an sechs Sölden die niedere Gerichtsbarkeit. Das Landgericht Schwabmünchen übte diese ab 1813 aus, bevor sie 1817 dem Landgericht Türkheim übertragen wurde. Von 1819 bis 1978 bildete Traunried zusammen mit Aletshofen, Forsthofen und Höfen (Unterhöfen, Mittelhöfen und Oberhöfen) eine selbständige politische  Gemeinde. Am 1. Mai 1978 wurde Traunried in die Gemeinde Ettringen eingegliedert.

## Kultur und Sehenswürdigkeiten

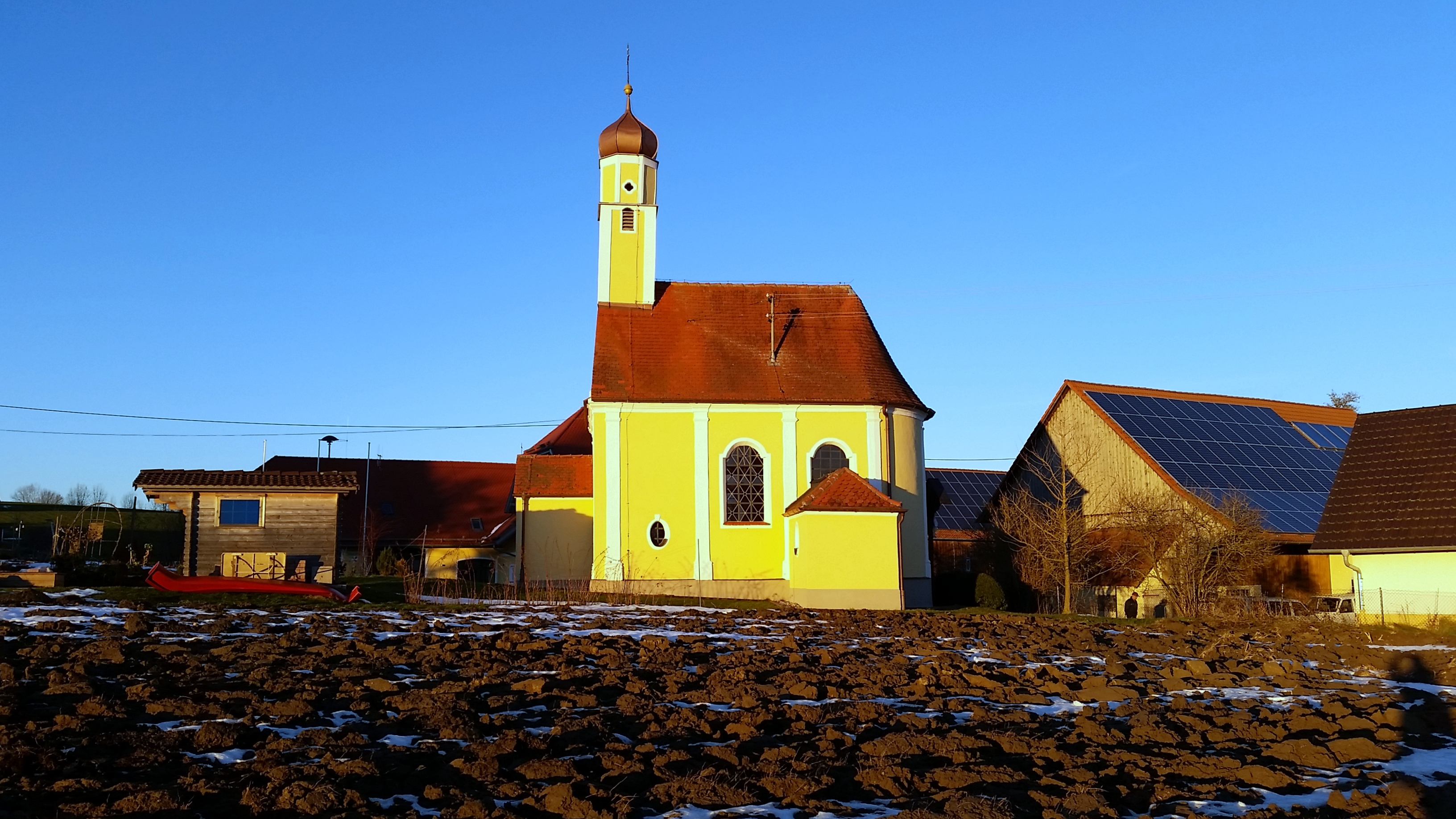
St. Wendelin in Traunried

Die sehenswerte, um 1700 erbaute Kapelle St. Wendelin befindet sich neben einer Schmiede.